# كبلر-4b
كيبلر 4 بي (بالإنجليزية: Kepler-4b)‏ الذي يرمز له بالرمز KOI-7.01، هو كوكب خارج المجموعة الشمسية، في كوكبة التنين، يتبع كبلر-4.

## الاكتشاف
اكتشف في 2010، وكانت طريقة الاكتشاف طريقة العبور.